# Moškrin
Moškrin este o localitate din comuna Škofja Loka, Slovenia, cu o populație de 20 de locuitori.